# Циклопентасилан
Циклопентасилан — бинарное неорганическое соединение
кремния и водорода с формулой Si5H10,
бесцветная жидкость,
реагирует с водой.

## Получение
- Реакция тетрагидроалюмината лития и декабромида пентакремния:

{\displaystyle {\mathsf {2Si_{5}Br_{10}+5LiAlH_{4}\ {\xrightarrow {}}\ 2Si_{5}H_{10}+5LiBr+5AlBr_{3}}}}
- Пиролиз моносилана и дисилана при нагревании при пониженном давлении с последующей фракционной перегонкой.

## Физические свойства
Циклопентасилан образует бесцветную жидкость, которая
реагирует с водой.
Растворяется в этаноле и сероуглероде.